# Yesinguer Jiménez
Yesinguer Jiménez Bustamante (nacido el 13 de enero de 1991 en Medellín, Colombia) es un futbolista colombiano. Juega de centrocampista. Tiene 34 años.

## Carrera
Comenzó su carrera en 2009 jugando para el Once Caldas. Jugó para ese club hasta 2011. En ese año se fue a España para formar parte del plantel de UB Conquense. Se mantuvo hasta 2012. Ese año regresó a Colombia, volviendo a jugar en el Once Caldas, su primer club. Ese mismo año se pasó al Deportivo Pereira, tras rescindir su contrato con el anteriormente dicho club. En 2013 se confirmó su pase al Jaguares de Córdoba.

## Clubes
| Club                | País      | Año           |
| ------------------- | --------- | ------------- |
| Once Caldas         | Colombia  | 2009 - 2011   |
| UB Conquense        | España    | 2011 - 2012   |
| Once Caldas         | Colombia  | 2012          |
| Deportivo Pereira   | Colombia  | 2012          |
| Jaguares de Córdoba | Colombia  | 2013-2014     |
| Boyacá Chicó        | Colombia  | 2015          |
| Deportivo Sanarate  | Guatemala | 2017-presente |

### Campeonatos nacionales
| Título              | Club                | País     | Año  |
| ------------------- | ------------------- | -------- | ---- |
| Torneo Finalización | Once Caldas         | Colombia | 2010 |
| Primera B           | Jaguares de Córdoba | Colombia | 2014 |